# مشمار أيلون
مشمار أيلون ((بالعبرية: מִשְׁמַר אַיָּלוֹן)، تعني حرفيًا: حرس أيلون) هو موشاف (مستوطنة زراعية) إسرائيلي يقع بين اللطرون والرملة على طريق القدس - تل أبيب القديم، وهو يخضع لسلطة مجلس تل الجزر الإقليمي. كان يبلغ عدد سكانه 499 نسمة في عام 2019.

## أصل التسمية
تطل المستوطنة على وادي المصرارة الذي يطلق عليه الصهاينة اسم «وادي أَيَّلُون» التوراتي (يشوع 10:12)، ووعليها أطلق اسمه.
أسس الموشاف عام 1949على أراضي قرية القباب الفلسطينية المهجرة، على يد مهاجرين يهود من تشيكوسلوفاكيا. ويعتمد الموشاف بشكل أساسي على الزراعة، وخاصة زراعة الفواكه والخضروات ومنتجات الألبان عالية الجودة.

## أعلام
- جونثان كيس-ليف